# Milada (film)
Milada is een Amerikaans-Tsjechische biografische film uit 2017 over het leven van de Tsjechische politica en voorvechtster van vrouwenrechten: Milada Horáková, die postuum bekendheid heeft verworven omdat zij als enige vrouw is geëxecuteerd door middel van ophanging na een showproces opgezet door de Communistische Partij van Tsjecho-Slowakije, waarin zij ter dood is veroordeeld op basis van verzonnen beschuldigingen van: samenzwering en verraad. Hierdoor is Hoŕaková het symbool geworden van de strijd voor vrijheid in Tsjechië. De film is het debuut van de Tsjechische regisseur David Mrnka. De hoofdrol wordt vertolkt door de Israëlische actrice Ayelet Zurer. De film is Engelstalig maar is nagesynchroniseerd beschikbaar in het Tsjechisch.

## Plot
Het leven van Milada Horáková, een sociaaldemocratisch Tsjechisch politica die is gearresteerd en berecht door de nazi's in de Tweede Wereldoorlog en is bevrijd door de Amerikanen. Na de oorlog is zij gearresteerd op basis van valse gefabriceerde aanklachten en ten gevolge daarvan geëxecuteerd door de communistische regering, omdat zij weigerde haar oppositieactiviteiten te staken en het land te verlaten.

## Rolverdeling
De rolverdeling is als volgt:
- Ayelet Zurer als Milada Horáková
- Robert Gant als Bohuslav Horák
- Daniel Rchichev (6 jaar), Karina Rchichev (13 jaar) en Taťjana Medvecká (57 jaar) als Jana Horáková
- Vica Kerekes als Milada's jongere zuster, Věra
- Igor Orozovič als Vera's echtgenoot
- Jaromír Dulava als Milada's vader
- Marián Mitaš als Karel Šváb
- Vladimír Javorský als Alois Schmidt
- Dagmar Bláhová als Františka Plamínková

## Prijzen
Milada is genomineerd voor een totaal van 10 Tsjechische Leeuwen, voor de categorieën: beste film; beste vrouwelijke hoofdrol; beste mannelijke hoofdrol; beste kostuums; beste visagie; beste muziek; beste geluid; beste cinematografie; beste filmbewerking; en beste artistieke leiding. Hiervan zijn er twee verzilverd, namelijk voor de categorieën beste kostuums en beste visagie.